# العمدة (عزبة)
العمدة، عزبة تابعة لقرية النوايجة بالوحدة المحلية لقرية أبو مندور، التابعة لمركز دسوق، التابع لمحافظة كفر الشيخ في جمهورية مصر العربية.